# Back Up Off Me!
Back Up Off Me! è l'unico album dei presentatori di Yo! MTV Raps Ed Lover e Doctor Dre. Pubblicato nel 1994 da Relativity Records, vanta la presenza di ospiti quali Erick Sermon e Keith Murray della Def Squad, Lords of the Underground e The Notorious B.I.G..
I due presentatori non si confermano buoni rapper, motivo per il quale l'album è abbastanza debole nel suo complesso. Non va oltre la posizione 91 nella classifica degli album hip hop.
| Recensione | Giudizio |
| ---------- | -------- |
| AllMusic   | [ 1 ]    |

## Tracce
1. Back Up off Me! (featuring T-Money) – 4:21 (James Roberts, Tyrone J. Kelsie) – Doctor Dré, Ed Lover, T-Money, Davy D
2. It's Goin' Down (featuring Erick Sermon & Keith Murray) – 4:21 (James Roberts, Erick Sermon, Keith Murray, George Clinton, Bootsy Collins, Bernie Worrell) – Erick Sermon
3. Tootin' on the Hooters – 4:24 (James Roberts, Franklyn Grant, Tyrone Fyffe, Gregory Webster) – Franklyn Grant, Ty Fyffe (co-prod.)
4. East Coast Sound (featuring Lords of the Underground) – 4:22 (James Roberts, Marlon Williams, Craig King) – Marley Marl, Craig King (co.-prod.)
5. For the Love of You – 4:37 (James Roberts, Ernie Isley, O'Kelly Isley Jr., Ronald Isley, Rudolph Isley, Chris Jasper) – Jolly Stomper Productions, Franklyn Grant (co.-prod.)
6. Who's the Man? (featuring Notorious B.I.G. & Todd 1) – 4:37 (James Roberts, Christopher Wallace, Todd Brown, Adrian Angevin, Mark James) – Franklyn Grant, The 45 King
7. It's Like That Y'all – 3:57 (James Roberts, Franklyn Grant, Tyrone Fyffe) – Franklyn Grant, Ty Fyffe (co.-prod.)
8. Knowledge Me Again – 5:16 (James Roberts, André Brown, Tyrone J. Kelsie) – Doctor Dré, Franklyn Grant (co.-prod.)
9. Intimate (featuring Naima Bowman) – 4:50 (James Roberts, Franklyn Grant, Woody Cunningham) – Franklyn Grant
10. Recognize – 4:10 (James Roberts, Franklyn Grant) – Ed Lover, Franklyn Grant

## Classifiche

### Classifiche settimanali
| Classifica (1995)         | Posizione massima |
| ------------------------- | ----------------- |
| US Heatseekers Albums     | 27                |
| US Top R&B/Hip-Hop Albums | 91                |